# Gestorven Zee
De Gestorven Zee is een zee uit de populaire boekenserie Het Rad des Tijds van de Amerikaanse auteur Robert Jordan.
De Gestorven Zee is de zee die aan de Verwording grenst.
In het zuiden vloeit hij over in de Arythische Oceaan.